# Jabberwocky (Kartenspiel)
Jabberwocky (auch als „China Poker“ bekannt) ist ein Kartenspiel für 3 – 5 Personen, das mit 52 Karten gespielt wird.
Das Ziel ist in 13 Runden die jeweiligen Stiche, die man machen wird, korrekt vorherzusagen. Das Spiel gewinnt der Spieler, der dies am häufigsten errät.

## Karten austeilen
Am Beginn der ersten Runde erhält jeder Spieler jeweils 3 Karten. Danach wird die oberste der restlichen Karten aufgedeckt. Die Farbe dieser Karte bestimmt die Trumpf-Farbe.
Die Anzahl der Karten erhöht sich in jeder Runde um eins, bis zur maximalen Anzahl von 9 Karten pro Spieler. Danach wird die Anzahl der Karten in jeder Runde um eine verringert. Nach 13 Runden, wenn die Spieler wieder 3 Karten bekommen haben, endet das Spiel.

## Anzahl der Stiche schätzen
Der Spieler nach dem Geber startet das erste Spiel, indem er die Anzahl seiner zu machenden Stiche schätzt (eine Zahl von 0 bis zur Anzahl der Karten in der Hand).
Die anderen Spieler folgen mit ihren Schätzungen. Der letzte Spieler muss seine Zahl derart wählen, dass die Anzahl der Stiche nicht gleich der Anzahl der Karten (bzw. der möglichen Stiche) ist (sodass es nicht möglich ist, dass alle Spieler in einer Runde Punkte machen).

## Das Spiel
Der Spieler, der die erste Schätzung abgab, startet auch das Spiel, indem er eine beliebige Karte ausspielt. Für die folgenden Spieler herrscht Farbzwang; wenn sie diese Farbe nicht haben, können sie jede beliebige Karte spielen.
Ein Stich kann nicht mit einer Trumpfkarte angefangen werden, außer wenn in vorhergegangenen Stichen bereits Trumpf gespielt wurde (bzw. „Trumpf bereits angebrochen“ wurde).
Der Spieler, der die höchste Karte mit der Farbe der zuerst gespielten Karte gespielt hat, gewinnt den Stich, außer wenn auch Trumpfkarten gespielt wurden. Dann gewinnt der Spieler, der die höchste dieser Karten gespielt hat. Der Gewinner startet den nächsten Stich.
Die Runde endet, wenn alle Karten gespielt wurden.

## Abrechnung
Am Ende der Runde erhält jeder Spieler, der seine Stiche exakt vorausgesagt hat, einen Punkt (sonst keinen).
Der oder die Spieler mit den meisten Punkten nach 13 Runden gewinnt/gewinnen.